# No Surprises
"No Surprises" är en låt av det brittiska bandet Radiohead, utgiven på albumet OK Computer 1997. Den släpptes som singel den 12 januari 1998.

## Låtlista
CD1 (CDODATAS04)
1. "No Surprises" – 3:51
2. "Palo Alto" – 3:44
3. "How I Made My Millions" – 3:07

CD2 (CDNODATA04)
1. "No Surprises" – 3:50
2. "Airbag" (Live i Berlin) – 4:49
3. "Lucky" (Live i Florens) – 4:34

## Medverkande
- Thom Yorke - sång, akustisk gitarr, piano
- Colin Greenwood - elbas
- Jonny Greenwood - klockspel, orgel, synth, elgitarr
- Ed O'Brien - elgitarr, tamburin, bakgrundssång
- Philip Selway - trummor, tamburin